# La clinica per rinascere
(dott. Cristiano Giardiello)
La clinica per rinascere - Obesity Center Caserta è un reality show italiano in onda dal 2018 su Real Time.

## Il programma
Il programma racconta i difficili percorsi di recupero che affrontano le persone alle prese con l'obesità grave, dalla valutazione clinica, psicologica e dietistica fino all'intervento di bypass gastrico.
Il percorso è supervisionato dal chirurgo bariatrico dott. Cristiano Giardiello, coadiuvato dalla psicologa dott.ssa Filomena Cesaro e dalla dietista dott.ssa Rita Schiano di Cola . La clinica “Pineta Grande” in cui operano il dott. Cristiano Giardiello e il suo staff è situata a Castel Volturno.

## Episodi
| Stagione         | Episodi | Prima TV Italia  |
| ---------------- | ------- | ---------------- |
| Prima stagione   | 6       | 7 maggio 2018    |
| Seconda stagione | 9       | 6 maggio 2019    |
| Terza stagione   | 8       | 7 settembre 2020 |

## Pazienti
| Episodio | Paziente    | Età | Peso iniziale | Peso finale (4-6 mesi post intervento) | Note |
| -------- | ----------- | --- | ------------- | -------------------------------------- | ---- |
| 1        | Rosarita    | 44  | 242 kg        | 145 kg                                 |      |
| 2        | Pasquale    | 26  | 312 kg        | 199 kg                                 |      |
| 3        | Maria Elena | 52  | 252 kg        | 152 kg                                 |      |
| 4        | Giovanni    | 36  | 277 kg        | 192 kg                                 |      |
| 5        | Costanza    | 42  | 248 kg        | 145 kg                                 |      |
| 6        | Raffaele    | 40  | 256 kg        | 161 kg                                 |      |

| Episodio | Paziente    | Età | Peso iniziale | Peso finale (4-6 mesi post-intervento) | Note                            |
| -------- | ----------- | --- | ------------- | -------------------------------------- | ------------------------------- |
| 1        | Lillino     | 51  | 250 kg        | 169 kg                                 |                                 |
| 2        | Nora        | 44  | 210 kg        | 149 kg                                 |                                 |
| 3        | Cosimo      | 32  | 295 kg        | 199 kg                                 |                                 |
| 4        | Roberta     | 20  | 208 kg        | 136 kg                                 |                                 |
| 5        | Antonio Ch. | 45  | 266 kg        | 214 kg                                 | Perdita di peso pre-intervento. |
| 6        | Laura       | 44  | 154 kg        | 117 kg                                 |                                 |
| 7        | Gennaro     | 39  | 228 kg        | 135 kg                                 |                                 |
| 8        | Teresa      | 40  | 245 kg        | 171 kg                                 |                                 |
| 9        | Antonio Ce. | 31  | 226 kg        | 143 kg                                 |                                 |

| Episodio | Paziente   | Età | Peso iniziale | Peso finale (4-6 mesi post intervento) | Note |
| -------- | ---------- | --- | ------------- | -------------------------------------- | ---- |
| 1        | Luigi      | 46  | 207 kg        | 135 kg                                 |      |
| 2        | Maddalena  | 35  | 180 kg        | 101 kg                                 |      |
| 3        | Fabio Luca | 45  | 223 kg        | 155 kg                                 |      |
| 4        | Michela    | 48  | 156 kg        | 108 kg                                 |      |
| 5        | Giuseppe   | 37  | 252 kg        | 173 kg                                 |      |
| 6        | Antonietta |     | 179 kg        |                                        |      |
| 7        | Davide     |     | 221 kg        |                                        |      |
| 8        | Michela    |     | 171 kg        |                                        |      |